# Goršečnoe
Goršečnoe (in russo Горшечное?) è un insediamento di tipo urbano della Russia europea, nell'oblast' di Kursk; è il centro amministrativo del distretto Goršečenskij.
Si trova nell'estremo sud-est della oblast'.